# Nyctycia ionochlora
Nyctycia ionochlora là một loài bướm đêm trong họ Noctuidae.